# The Rough House
The Rough House és una pel·lícula de comèdia muda estatunidenca de dos rodets del 1917 escrita, dirigida i protagonitzada per Roscoe" Fatty "Arbuckle i Buster Keaton. The Rough House va ser la primera pel·lícula de Keaton com a director.

## Argument
El senyor Rough (Arbuckle) s'adorm mentre fuma i es desperta i troba el seu llit en flames. Surt tranquil·lament del seu dormitori, pel menjador i cap a la cuina. Es pren una tassa d'aigua, torna al dormitori i la llença al foc. Ho repeteix diverses vegades; mentrestant, beu una mica de l'aigua, coqueteja amb la minyona a la cuina i s'atura a menjar una poma al menjador. La senyora Rough i la seva mare descobreixen el foc i insisteixen en mètodes més eficaços, així que Rough aconsegueix una mànega de jardí d'un jardiner (Keaton). Després de llançar inicialment tot al foc, en Rough finalment aconsegueix apagar-lo.
Arriba un repartidor (també Keaton). Ell i el cuiner (St John) es barallen pels afectes de la minyona i es persegueixen per tota la casa fins que en Rough els expulsa. Un policia que passa els deté i els porta a comissaria, on l'oficial al capdavant els dona una opció: unir forces o anar a la presó.
Els Roughs esperen convidats al sopar. A falta de cuiner, Rough ha de preparar el sopar. Algunes de les seves tècniques són creatives (per exemple, tallar patates passant-les per un ventall), però d'altres resulten desastroses (per exemple, servir sopa amb una esponja). Quan descobreix que no té rom, aboca gasolina al bistec. El porta a taula i li cala foc, cosa que fa malbé completament el sopar i avergonyeix la seva dona i la seva sogra.

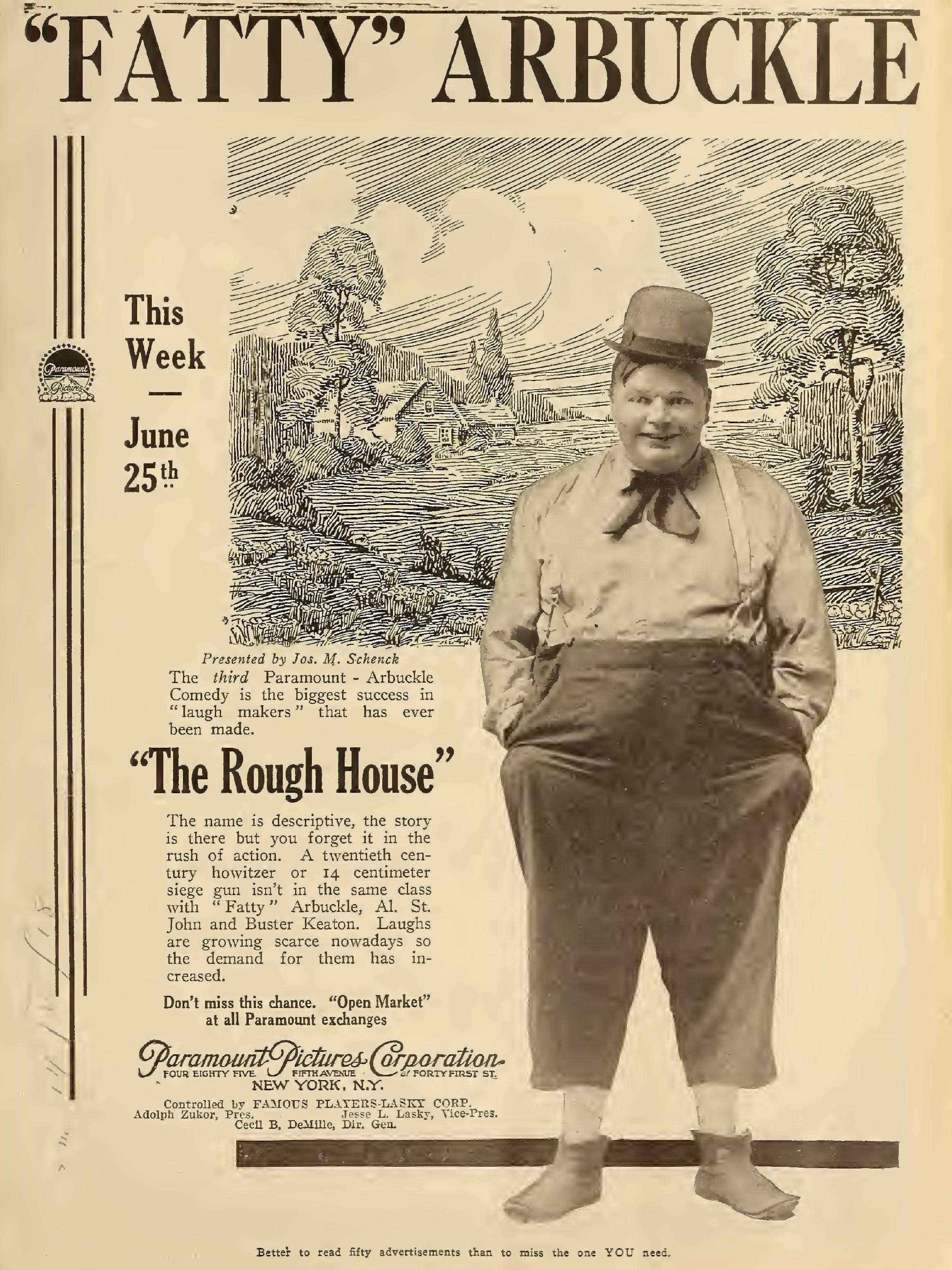
A Motion Picture News, 1917

Sembla que els dos convidats al sopar són distingits, però en realitat són lladres disfressats. En el caos, s'allunyen i roben un dels collarets de la senyora Rough.
Per sort, un agent de paisà els ha anat seguint. Truca per telèfon a l'estació; l'antic repartidor i cuiner responen. Corren cap a casa, cauen per pendents i, en el cas del repartidor, s'enganxen a una tanca. Mentrestant, l'oficial de paisà i en Rough, tots dos armats i disparant salvatgement, persegueixen els lladres per la casa. Un cop arriben els policies recentment nomenats, arresten els lladres i el senyor Rough recupera el collaret.

## Repartiment
- Roscoe "Fatty" Arbuckle com a Mr Rough
- Buster Keaton com a jardiner / repartidor / policia
- Al St. John com a cuiner
- Alice Lake com la senyora Rough
- Agnes Neilson com a sogra
- Glen Cavender
- Josephine Stevens com a minyona

## Recepció
Com moltes pel·lícules esattunidenques de l'època, The Rough House va ser sotmesa a retallades per part de les oficines de censura de cinema de ciutats i estats. La Junta de Censors de Chicago va tallar l'escena que mostrava el robatori de joies de la pel·lícula.